# Dark Water (Literatur)
Dark Water (deutsch Dunkles Wasser) ist eine Sammlung von Kurzgeschichten aus dem Genre des Psycho-Horror des japanischen Autors Kōji Suzuki, in Japan erstmals erschienen 1996. Insgesamt sind in dem Buch sieben voneinander unabhängige Kurzgeschichten enthalten, die einzige Verbindung zwischen ihnen besteht in der Verwendung des Elementes Wasser.

## Kurzgeschichten (Inhalt)
Dunkles Wasser
Die psychisch labile Yoshimi Matsubara lebt mit ihrer Tochter Ikuko seit kurzem in einer Mietskaserne. Zunächst schenkt sie dem seltsamen Geschmack des Leitungswassers keine Beachtung, doch nach seltsamen Ereignissen, wie dem Auftauchen einer Kinderhandtasche auf dem Dach und dem scheinbaren Eigenleben des Aufzugs, merkt sie,  dass die vor Jahren spurlos verschwundene Tochter eines Vormieters doch noch zu existieren scheint.
Die einsame Insel
Der Lehrer Kensuke Sueshiro erhält die Möglichkeit, an einer Expedition auf eine Insel in der Bucht von Tokio teilzunehmen, die man eigentlich nicht betreten darf. Er träumte schon lange davon, dorthin zu gelangen, da ein Freund namens Aso behauptet hatte, er habe seine ungeliebte Freundin dort zurückgelassen. Kurze Zeit später starb er an Krebs, wodurch Kensuke nie nachprüfen konnte, ob dort tatsächlich ein Mädchen lebt. Auf der Insel finden er und seine Begleiter den lebenden Beweis für die Wahrheit der Geschichte.
Strafe
Hiroyuki, ein Fischer, der zu Gewaltausbrüchen gegen seine Familie neigt, sucht seine Frau, die seit der vorhergegangenen Nacht spurlos verschwunden ist. Als er wieder auf See fährt, entdeckt er auf seinem Schiff etwas, was er vergessen hat, und gerät in Lebensgefahr. Das Meer lässt ihn nicht mehr los. 
Traumschiff
Masayuki Enoyoshi erhielt von einem reichen Paar die Einladung, auf ihrer Luxusyacht mitzufahren. Er muss jedoch feststellen, dass es sich bei der Fahrt eher um eine Verkaufstour als um eine gemeinsame Schiffsreise handelt. Kurz bevor die drei im Hafen anlegen können, bleibt das Schiff mitten in der Fahrrinne hängen. Als sie den Propeller überprüfen, finden sie darin einen Kinderschuh. Da sich die Yacht nicht von der Stelle bewegt, kombiniert der Besitzer, sie hänge irgendwo fest und taucht unter, um sie zu befreien. Doch als er auftaucht ist er völlig verstört, denn ein einsamer Geist will die Menschen mitsamt Schiff nicht ziehen lassen.
Die Flaschenpost
Kazuo Shiraishi, ein Arbeiter auf einem Fangschiff, das seit sieben Monaten auf See ist, freut sich auf seine Heimkehr, als er auf See eine führerlose Luxusjacht entdeckt. Sein Kapitän beschließt, das Schiff ins Schlepptau zu nehmen und Kazuo meldet sich freiwillig an Bord zu gehen, um im Notfall die Steuerung zu übernehmen. Doch als er an Bord der Yacht die erste Nacht verbringt, beginnt er sich zu fragen, was eigentlich mit der Crew passiert ist. Er findet heraus, dass man eine Flaschenpost öffnete, die mörderischen Hass enthielt.
Wassertheater
Während einer Theateraufführung in einer ehemaligen Disko tropft plötzlich Wasser von der Decke. Der hochbeorderte Mitarbeiter findet im Obergeschoss eine völlig überflutete Damentoilette und übersieht in seiner Eifrigkeit, dass er einige interessierte Zuschauer hat.
Der unterirdische See
1975: Der Höhlenforscher Sakakibara wird alleine in einer unterirdischen Grotte eingeschlossen. Als er nach vier Tagen keine Fluchtmöglichkeit findet, bringt er seinen ganzen Willen auf, um seinem Sohn eine Nachricht zu übermitteln. 
1995: Besagter Sohn kehrt in die Höhle zurück, in der sein Vater starb, um die Bilder seiner Albträume verarbeiten zu können, in denen stets Dunkelheit und Wasser eine Rolle spielen.

## Deutsche Übersetzungen
- Dark Water. Heyne, München 2004, ISBN 3-453-56500-2; Pavillon, München 2008, ISBN 978-3-453-77243-4.
- Dark Water. Egmont, Berlin 2005. 126 Seiten, ISBN 3-7704-6120-7 (Manga-Ausgabe).

## Verfilmungen
Die Titelgeschichte Dunkles Wasser wurde 2002 in Japan unter dem Titel Dark Water verfilmt. Eine amerikanische Neuverfilmung kam 2005 unter dem Titel Dark Water – Dunkle Wasser in die deutschen Kinos.

## Rezension
Ein Mitarbeiter der Website Phantastik-Couch schreibt unter anderem: "„;Echter“; Spuk macht sich übrigens eher rar in Suzukis Geschichten. Höchstens „;Traumschiff“; und „;Die Flaschenpost“; können mit Gästen aus dem Jenseits rechnen, die indessen nur eine Nebenrolle spielen, quasi nur im Augenwinkel aufscheinen und dadurch umso nachdrücklicher wirken, wenn man sich denn auf dieses Spiel einlässt. „;Wassertheater“; präsentiert einfach eine groteske Geschichte, deren „;Auflösung“; vor allem deshalb überrascht, weil sie mit den Mitteln der Phantastik erzählt wird. „;Der unterirdische See“; ist pures psychologisches Grauen. Hier wandelt Suzuki in der Tat auf den Spuren von Stephen King- und dessen Schuhe sind ihm beileibe nicht zu groß…"